# Ренсько (Західнопоморське воєводство)
Ренсько (пол. Reńsko) — село в Польщі, у гміні Варниці Пижицького повіту Західнопоморського воєводства.
Населення — 279 осіб (2011).
У 1975-1998 роках село належало до Щецинського воєводства.

## Демографія
Демографічна структура станом на 31 березня 2011 року:
|          | Загалом | Допрацездатний вік | Працездатний вік | Постпрацездатний вік |
| -------- | ------- | ------------------ | ---------------- | -------------------- |
| Чоловіки | 150     | 26                 | 117              | 7                    |
| Жінки    | 129     | 23                 | 87               | 19                   |
| Разом    | 279     | 49                 | 204              | 26                   |